# Asztalitenisz a 2014. évi nyári ifjúsági olimpiai játékokon
A 2014. évi nyári ifjúsági olimpiai játékokon az asztalitenisz versenyeinek Nankingban a Wutaishan Sports Center adott otthont augusztus 17. és 23. között. A fiúknál és a lányoknál is rendeztek egyes tornát, illetve egy vegyes páros versenyszám is volt.

## Naptár
Az időpontok helyi idő szerint (UTC+8) értendők.
| Dátum         | Időpont | Versenyszám                                          |
| ------------- | ------- | ---------------------------------------------------- |
| Augusztus 17. | 10:00   | Fiú egyéni, csoportkör Lány egyéni, csoportkör       |
| Augusztus 17. | 16:00   | Fiú egyéni, csoportkör Lány egyéni, csoportkör       |
| Augusztus 18. | 10:00   | Fiú egyéni, csoportkör Lány egyéni, csoportkör       |
| Augusztus 18. | 16:00   | Fiú egyéni, nyolcaddöntők Lány egyéni, nyolcaddöntők |
| Augusztus 19. | 10:00   | Fiú egyéni, negyeddöntők Lány egyéni, negyeddöntők   |
| Augusztus 19. | 15:00   | Fiú egyéni, elődöntők Lány egyéni, elődöntők         |
| Augusztus 20. | 10:00   | Fiú egyéni, helyosztók Lány egyéni, helyosztók       |
| Augusztus 20. | 15:30   | Vegyes csapat, csoportkör                            |
| Augusztus 21. | 10:00   | Vegyes csapat, csoportkör                            |
| Augusztus 21. | 16:15   | Vegyes csapat, csoportkör                            |
| Augusztus 22. | 10:00   | Vegyes csapat, nyolcaddöntők                         |
| Augusztus 22. | 17:00   | Vegyes csapat, negyeddöntők                          |
| Augusztus 23. | 10:00   | Vegyes csapat, elődöntők                             |
| Augusztus 23. | 17:00   | Vegyes csapat, helyosztók                            |

## Éremtáblázat
(A táblázatokban a rendező ország eltérő háttérszínnel, az egyes számoszlopok legmagasabb értéke vastagítással kiemelve.)
| A 2014. évi nyári ifjúsági olimpiai játékok éremtáblázata asztaliteniszben | A 2014. évi nyári ifjúsági olimpiai játékok éremtáblázata asztaliteniszben | A 2014. évi nyári ifjúsági olimpiai játékok éremtáblázata asztaliteniszben | A 2014. évi nyári ifjúsági olimpiai játékok éremtáblázata asztaliteniszben | A 2014. évi nyári ifjúsági olimpiai játékok éremtáblázata asztaliteniszben | Olimpia  |
| -------------------------------------------------------------------------- | -------------------------------------------------------------------------- | -------------------------------------------------------------------------- | -------------------------------------------------------------------------- | -------------------------------------------------------------------------- | -------- |
|                                                                            | Ország                                                                     | Arany                                                                      | Ezüst                                                                      | Bronz                                                                      | Összesen |
| 1.                                                                         | Kína (CHN)                                                                 | 3                                                                          | 0                                                                          | 0                                                                          | 3        |
|                                                                            |                                                                            |                                                                            |                                                                            |                                                                            |          |
| 2.                                                                         | Japán (JPN)                                                                | 0                                                                          | 2                                                                          | 0                                                                          | 2        |
| 3.                                                                         | Hongkong (HKG)                                                             | 0                                                                          | 1                                                                          | 1                                                                          | 2        |
|                                                                            |                                                                            |                                                                            |                                                                            |                                                                            |          |
| 4.                                                                         | Brazília (BRA)                                                             | 0                                                                          | 0                                                                          | 1                                                                          | 1        |
| 4.                                                                         | Egyesült Államok (USA)                                                     | 0                                                                          | 0                                                                          | 1                                                                          | 1        |
|                                                                            |                                                                            |                                                                            |                                                                            |                                                                            |          |
| Összesen                                                                   | Összesen                                                                   | 3                                                                          | 3                                                                          | 3                                                                          | 9        |

## Érmesek
| A 2014. évi nyári ifjúsági olimpiai játékok érmesei asztaliteniszben |                                         |                                          |                                            |
| Versenyszám                                                          | Arany                                   | Ezüst                                    | Bronz                                      |
| Fiú egyes                                                            | Fan Zhendong · Kína (CHN)               | Yuto Muramatsu · Japán (JPN)             | Hugo Calderano · Brazília (BRA)            |
| Lány egyes                                                           | Liu Gaoyang · Kína (CHN)                | Doo Hoi Kem · Hongkong (HKG)             | Lily Zhang · Egyesült Államok (USA)        |
| Vegyes csapat                                                        | Kína (CHN) · Liu Gaoyang · Fan Zhendong | Japán (JPN) · Miyu Kato · Yuto Muramatsu | Hongkong (HKG) · Doo Hoi Kem · Hung Ka Tak |